# محمد بن حمد البندنيجي
وهو محمد بن حمد بن خلف بن الحسين بن المنى وكنيتهُ أبو بكر البندنيجي.ومعروف بحنفش. وقيل إنما لقب بحنفش لأنهُ كان حنبلياً ثم صار حنفياً ثم شافعياً. 
سمع الحديث النبوي في صباه من أبي محمد الصريفيني، وأبي الحسين بن النقور، وأبي القاسم عبد الله بن الحسن الخلال، وعلي بن أحمد بن محمد بن البسري.
ذكر في كتاب المستفاد من ذيل تاريخ بغداد: (نزل بغداد وسكن المدرسة النظامية، وكان يتكلم في المسائل، وكان عسراً في رواية الحديث، سيء الأخلاق ضجوراً، وسمعت غير واحد ممن أثق بهم أنه كلّ بالصلوات، وليست لهُ طريقة محمودة)

## وفاته
توفي في بغداد يوم الخميس في شهر رمضان عام 538 هـ/ 1144م، ودفن في المقبرة الوردية.